# بول برن
بول برناردوني (بالإنجليزية: Paul Bern) (و. 1889 – 1932 م) هو مخرج أفلام، وكاتب سيناريو، ومنتج أفلام من الولايات المتحدة، وألمانيا، توفي في لوس أنجلوس، عن عمر يناهز 43 عاماً.

## التعليم
تعلم في الأكاديمية الأميركية للفنون المسرحية.

## وصلات خارجية
- بول برن على موقع IMDb (الإنجليزية)
- بول برن على موقع ألو سيني (الفرنسية)
- بول برن على موقع أول موفي (الإنجليزية)
- بول برن على موقع قاعدة بيانات الأفلام السويدية (السويدية)
- بول برن على موقع قاعدة بيانات الفيلم (الإنجليزية)
- بول برن على موقع كينوبويسك (الروسية)